# Токапу

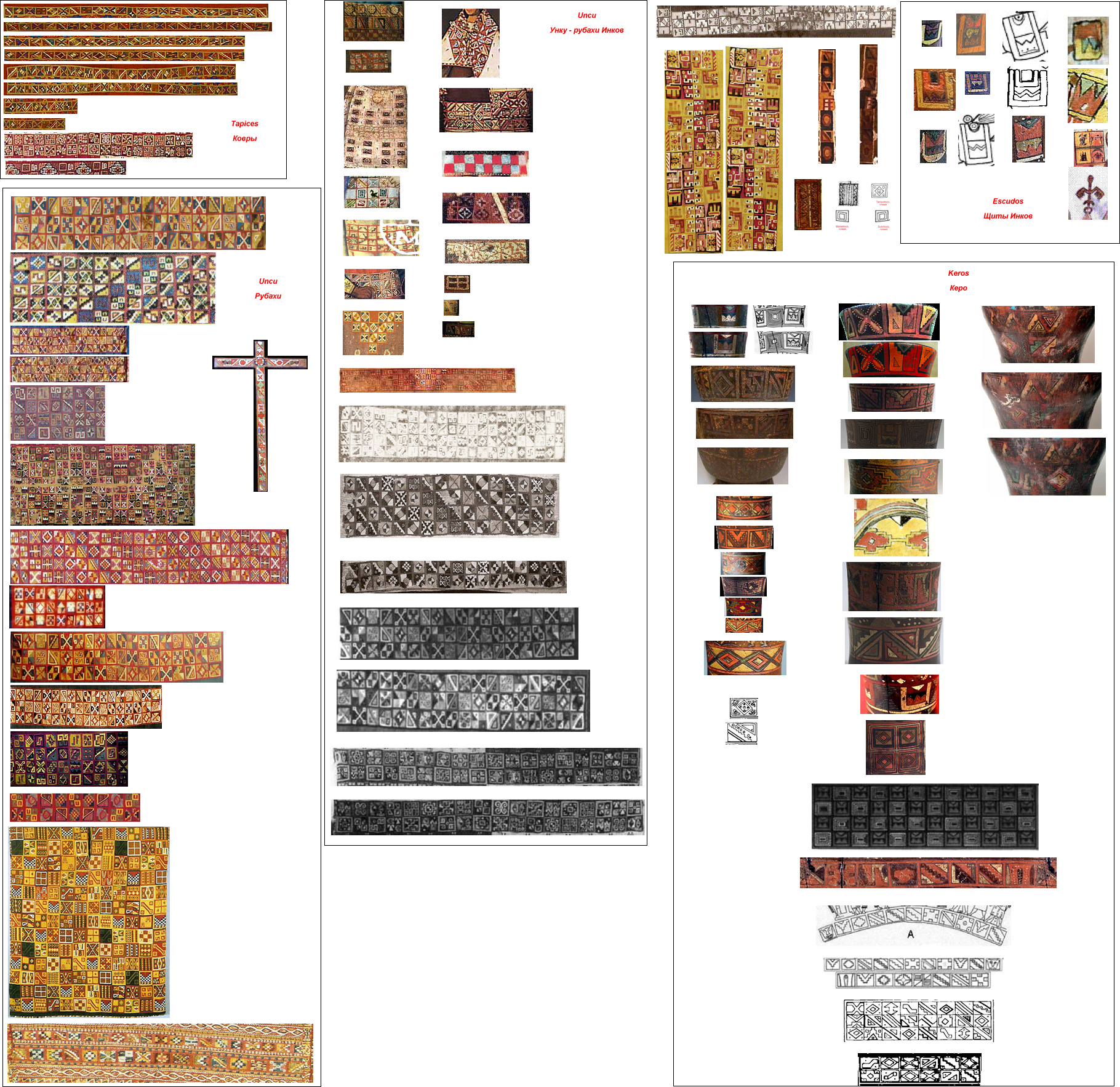
Токапу

Токапу (tukapu) — геометричні фігури, вставлені в рамку всередині квадратів, як розташовані окремо, так і з'єднані смугами вертикально або горизонтально у вигляді пояса, що застосовувалися в часів імперії інків Тауантінсую.

## Дослідження
На думку дослідників перші типи піктографічного письма, до якого відносять токапу, застосовувалися цивілізацією Паракас, а згодом Уарі. Ретельно вивчає німецький учений, професор Тюбінгенського університету Томас Бартель. Йому вдалося виявити на тканинах і судинах стародавнього Перу до 400 різних знаків-токапу, що мають у всіх випадках абсолютно однакове написання. На його думку, ці знаки не були лише декоративним орнаментом. Втім однозначних доказів, що знаки токапу дійсно є писемністю поки немає.

## Шифр
Професор Бартель зробив спробу розшифрувати деякі з токапу, ґрунтуючись на вивченні специфіки їх зовнішнього вигляду. Після цього вченому вдалося прочитати написи з подібних знаків на унку (з музею в Думбартон-Оксі, США). Ці написи складалися з декількох графем (так називають знаки на професійній мові), сукупність яких і складала сенс всього висловлювання.
Послідовність графем співвідносяться зі словами, зокрема, «вогонь» («кон»), ступінчаста піраміда («тікі», «тіксі»), «жир» («віра», «уїра»), «хвилі», «море» або «озеро» (мовою кечуа «коча»). Завдяки цьому прочитано токапу на унку з Думбартон-Окса — виявився напис «Кон-Тікі Віра-Коча». Проте більшість токапу все ще залишається не розшифрованими.
За деякими версіями при розробці токапу застосовували мову капак сімі, яку перетворили у знаки. З огляду на те, що розшифрувати капак сімі на поточний момент не вдалося.

### Токапу та числа
- Місяць = 0
- Сонце = 1
- Подвійне кручення нитки = 2
- Бог Амару-руйнівник = 3
- Брати-айяри та Пачамама = 4
- Бог Паріакака = 5
- Бог Ільапа = 6
- Інка і його Койа = 7
- Предки-засновники в особі павука = 8
- Амару-творець = 9
- Спільне зображення богів Паріакака, Пачакамак, Виракоча, Інті і Кільа = 10

## Характеристика
Токапу розташовували на сорочках-«унку», плащах, килимах, кубках керо, щитах інків. Загалом відомо про 400 токапу, з яких 65 є ключовими. Особливі токапу застосовувалися при розписі одягу вищої аристократії, представників правлячої династії Інків, самого Сапа Інки та найближчих родичів. Цю токапу називають капак-кіпу. Одяг з такими токапу стали з часом також називати токапу. Це відбулося за правління Віракочі Інки. З часом одяг з токапу став ознакою знаті та Інків.
Є доволі обґрунтовані дослідження стосовно розташування токапу на тканинах та посудинах пов'язано з астрономічною системою інків. Втім сутність та особливість цього зв'язку досконалено не вивчено.